# 江都郡 (蕭梁)
江都郡，南朝設置的郡。
劉宋大明七年（463年），於歷陽郡烏江縣置臨江郡（治烏江，今安徽和縣烏江鎮），領有烏江、歷陽2縣。隸屬南兗州。永光元年（464年）撤銷臨江郡。泰始年間復置復置，隸屬南豫州。。昇明三年（479年）四月，南齊代宋，臨江郡仍屬南豫州。南齊建元二年（480年）罷南豫州，臨江郡同廢，併入歷陽郡，永明二年（484年）南豫州復置，臨江郡約此時復置。
梁天監二年（502年），臨江郡改稱江都郡。太清三年（549年）北齊陷該郡，改名齊江郡。南陳太建五年（573年），太建北伐，伐北齊取齊江郡，復名臨江郡。太建十二年入北周，改臨江郡為同江郡。隋朝開皇三年（583年）廢郡。